# Szabad véleménynyilvánítás
A szabad véleménynyilvánítás az egyik alapvető emberi jog, a szólásszabadság része. (Lat.: ius murmurandi = a mormogás joga).
Az ókori Rómából származik, ahol a népnek (plebsnek) is megadatott a felszólaláshoz, az elégedetlen morgolódásra való jog.
Azóta a köztársaságok alkotmányában is szerepel ez a kitétel. Például a Magyar Köztársaság Alkotmánya (1949. évi XX. törvény) védi a szabad véleménynyilvánítás jogát, tekintet nélkül a megfogalmazott álláspont érték- és igazságtartalmára.
Az Alkotmány 61. §-a (1) bekezdése
„A Magyar Köztársaságban mindenkinek joga van a szabad véleménynyilvánításra, továbbá arra, hogy a közérdekű adatokat megismerje, illetőleg terjessze.”
A véleményszabadság több szabadságjogot foglal magába:
- szólás- és sajtószabadság
- informáltsághoz való jog
- információszerzés szabadsága
- művészi alkotás szabadsága és az alkotások szabad terjesztése
- tudomány szabadsága és tudományos ismeretek szabad terjesztése
- lelkiismereti és vallásszabadság
- gyülekezési jog

## Miért fontos?
A véleményszabadság biztosítása minden demokratikus jogállam számára alapvető fontosságú, hiszen ez teszi lehetővé, hogy mindenki szabadon kifejezhesse vágyait, érzéseit, gondolatait és szándékait. Fontos különbséget tenni tényközlés és értékítélet között, mert utóbbira minden esetben vonatkozik a véleményszabadság, függetlenül annak valóságtartalmától vagy erkölcsi minőségétől. „A szabad véleménynyilvánításhoz való jog által védett, alkotmányosan nem büntethető véleménynyilvánítás köre azonban a közhatalmat gyakorló személyekkel, valamint a közszereplő politikusokkal kapcsolatos véleménynyilvánítást tekintve tágabb, mint más személyeknél.” Ez azt jelenti, hogy egy közszereplőnek, például politikusnak, adott esetben több és erősebb kritikát kell elviselnie, mint másoknak. Az Alkotmánybíróság álláspontja szerint a véleménynyilvánítás szabadsága nem terjed ki az olyan becsületsértő ügyekre, amikor a közlő tisztában van az információ hamis voltával, vagy elvárható volna tőle, hogy a közlés előtt leellenőrizze az információ valóságtartalmát, ám ő ezt nem teszi meg. A véleményszabadság összességében olyan alapvető emberi jog, amely bár nem olyan korlátozhatatlan, mint a például az élethez való jog, ugyanakkor képes megteremteni a lehetőséget arra, hogy különböző eszmék és gondolatok cseréljenek gazdát, elősegítve ezzel a társadalmi fejlődést.

## Erősebb formái, lehetőségei
Gyülekezés, tüntetés, demonstrálás, ellenzékiség, sztrájk, polgári engedetlenségi mozgalmak.
2018. október 1. napján lépett érvénybe az új gyülekezési jogról szóló törvény, amely az 1989. évi III. törvényt váltotta fel. Az új törvény kimondja, hogy közterületen akár engedély vagy előzetes bejelentés nélkül is lehet békés, fegyvertelen felvonulást vagy tüntetést tartani, ugyanakkor a gyűlést két embertől számolja. A törvény a gyűlést így határozza meg: "E törvény alkalmazása során gyűlés a legalább két személy részvételével közügyben való véleménynyilvánítás céljából tartott nyilvános összejövetel."

## Korlátozásai

### Politikai beszéd[4]
Demokratikus államokban csak nagyon kevés esetben korlátozzák a politikai véleménynyilvánítást, ugyanakkor van néhány olyan kifejezésmód, amit egy demokratikus állam sem tart megengedhetőnek. Ilyen például a nemzeti jelképek megsértése, amelyet a Btk. 1993-as módosítása így korlátoz: "Aki nagy nyilvánosság előtt a Magyar Köztársaság himnuszát, zászlaját vagy címerét sértő vagy lealacsonyító kifejezést használ, vagy más ilyen cselekményt követ el, ha súlyosabb bűncselekmény nem valósul meg, vétség miatt egy évig terjedő szabadságvesztéssel, közérdekű munkával vagy pénzbüntetéssel büntetendő."

### Gyűlöletbeszéd[5]
A véleménynyilvánításnak ebbe a csoportjába olyan beszédek és cselekedetek tartoznak, amelyek valamely társadalom faji, etnikai, vallási vagy nemi csoportjairól vagy azok egyes tagjairól fogalmaz meg olyan véleményt, amely sértheti adott csoport tagjait, továbbá gyűlöletet kelthet adott csoport ellen a társadalomban. A Btk. alapvetően csak a gyűlöletkeltést vagy uszítást bünteti, mert az magába fogalja az erőszakot, míg a gyalázkodást nem tartja büntetendőnek, mert az a köznyugalmat nem sérti.

### Köznyugalom, közerkölcs[6]
A köz érdekeit sértő vélemények közé tartozik minden olyan vélemény, ami a közt szolgáló védendő érdekek, a köznyugalom, a közerkölcs és a közegészség ellen irányul. Ezt a kategóriát a legnehezebb meghatározni, mert nem egyértelműen meghatározható a sértett fél, hiszen az a társadalom egésze. "A gazdasági reklámtevékenységről szóló 1997. évi LVIII. törvény tiltja olyan reklám közzétételét, amely a gyermek- és fiatalkorúak fizikai, szellemi vagy erkölcsi fejlődését károsítja. (5. §) Tiltja továbbá a pornográf, a szexuális szolgáltatásra vonatkozó, a szexuális ingerkeltésre irányuló árukra és emeltdíjas távközlési szolgáltatásra vonatkozó reklámok közzétételét. (5/A.§) Egy másik, korlátozó rendelkezéseket tartalmazó törvény a rádiózásról és televíziózásról szóló 1996. évi I. törvény, a médiatörvény. Ez kifejezetten tiltja a kiskorúak személyiségfejlődésére súlyosan ártalmas műsorszámok közzétételét, ugyanakkor csak megfelelő jelzéssel ellátva engedi közzétenni a kiskorúak személyiségfejlődésére ártalmas műsorszámokat. (5. §) A közegészség védelme érdekében lehetséges korlátozások leginkább az egészségre káros kereskedelmi termékek (cigaretta, alkohol) reklámja kapcsán merülnek fel."

### Egyéni becsület[7]
Az egyéni becsület védelmében a legtöbb jogrendszer erősebb korlátozást tesz lehetővé, ugyanakkor az olyan személyek esetében akik közszereplők, nagyobb tűrési küszöböt ír elő a törvény, hiszen ők több kritikával kell, hogy számoljanak. A vélemény korlátozása minden esetben az okozott, vagy okozható sérelemtől függ, adott tartalomtól és kontextustól egyaránt függ.